# Parapachypeltis
Parapachypeltis is een geslacht van wantsen uit de familie van de Miridae (Blindwantsen). Het geslacht werd voor het eerst wetenschappelijk beschreven door Hu & L.Y. Zheng in 2001.

## Soorten
Het genus bevat de volgende soort:

- Parapachypeltis punctatus Hu & L.Y. Zheng, 2001